# Maklibè Kouloum
Maklibè Kouloum (5 ottobre 1987) è un calciatore togolese, difensore dei Dynamic Togolais.

## Carriera

### Club
Ha sempre giocato nel campionato togolese.

### Nazionale
In Nazionale ha esordito nel 2016 ed è stato convocato per la Coppa d'Africa 2017.